# Dirt Racer
Dirt Racer es un videojuego de carreras desarrollado por MotiveTime y publicado por Elite Systems para la Super Nintendo Entertainment System en 1995 solo en Europa. Este juego utiliza el Super FX GSU-1 para proporcionar gráficos mejorados.

## Jugabilidad
Los jugadores deben conducir su vehículo de carreras de pista de tierra a través de un rally de carretera. El automóvil viene completo con un velocímetro (en kilómetros), un contador de lap y un contador de tiempo de vuelta. Hay un número predeterminado de oportunidades para completar el juego, como en Super Mario Kart y F-Zero. Si el jugador no puede vencer el juego en esa cantidad de intentos, entonces el jugador obtiene un game over automático. Aparece una cara sonriente amarilla para seguir el rendimiento del conductor. Si está sonriendo, entonces el jugador está ganando. De lo contrario, el jugador está perdiendo el juego.

## Desarrollo y lanzamiento
Dirt Racer fue desarrollado por el estudio británico MotiveTime. Fue el segundo juego de carreras que utilizó la tecnología Super FX desarrollado simultáneamente por el editor Elite Systems, siendo el otro el "PowerSlide" inédito. El programador de Dirt Racer Chris Nash y el artista gráfico Adam Batham declararon que el desarrollo comenzó en septiembre de 1993 después de diseccionar y analizar el cartucho para Star Fox . Afirmaron que la iteración actualizada de Super FX les permitió usar el doble de polígonos que en "Star Fox". A diferencia del juego de carreras Stunt Race FX, Dirt Racer no permitía cambiar la perspectiva de visualización porque los diseñadores lo vieron como una pérdida innecesaria de memoria. El gerente de desarrollo de Elite Systems, Trevor Williams, explicó que los recorridos de carrera del juego se generaron en una "malla cuadrada" que se podía subir o bajar para crear un terreno variable. Los oponentes controlados por la computadora del juego IA fueron programados para ajustarse dinámicamente al nivel de habilidad del jugador para que incluso los principiantes tengan la oportunidad de ganar.

## Recepción
"Dirt Racer" recibió críticas en gran medida negativas de publicaciones impresas durante su lanzamiento, incluido el 51% de "Super Play", 30% de Total!, y el 21% de GamesMaster.